# Sports Illustrated Swimsuit Issue
Sports Illustrated Swimsuit Issue je „plavkové vydání“ amerického časopisu Sports Illustrated, tištěné jednou ročně. Na obálce je vyfocená modelka v plavkách na pozadí exotické lokality. Všechny modelky, které se objevily na titulní straně, byly ženy. Podle časopisu Slate je plavkové vydání spojeno s posuzováním úspěchu dívek jako supermodelek. Hodnota prodané reklamy ročníku 2005 dosáhla částky 35 milionů dolarů. Plavková edice byla s nástupem osmdesátých let doplněna o speciální televizní verze s modelkami. Videa nejprve vycházela na VHS a LD, později na nosičích DVD.
Nové číslo vychází od roku 2019 v květnu. Předtím byl termínem první kvartál roku, obvykle únor. První ročník byl uveden do oběhu 20. ledna 1964 a popularizoval modelky v bikinách, druhu plavek vynalezených v roce 1946. V roce 2007 zaznamenalo premiéru vydání v Čínské lidové republice.
Mezi modelky, které nafotily série a figurovaly na obalu plavkového vydání se zařadily Rachel Hunterová, Rebecca Romijn, Petra Němcová, Valeria Mazzaová, Heidi Klumová, Tyra Banksová či Marisa Millerová. V časopise se pak představily také Cindy Crawford, Stephanie Seymourová, Niki Taylorová, Angie Everhartová nebo Naomi Campbell.

## Historie

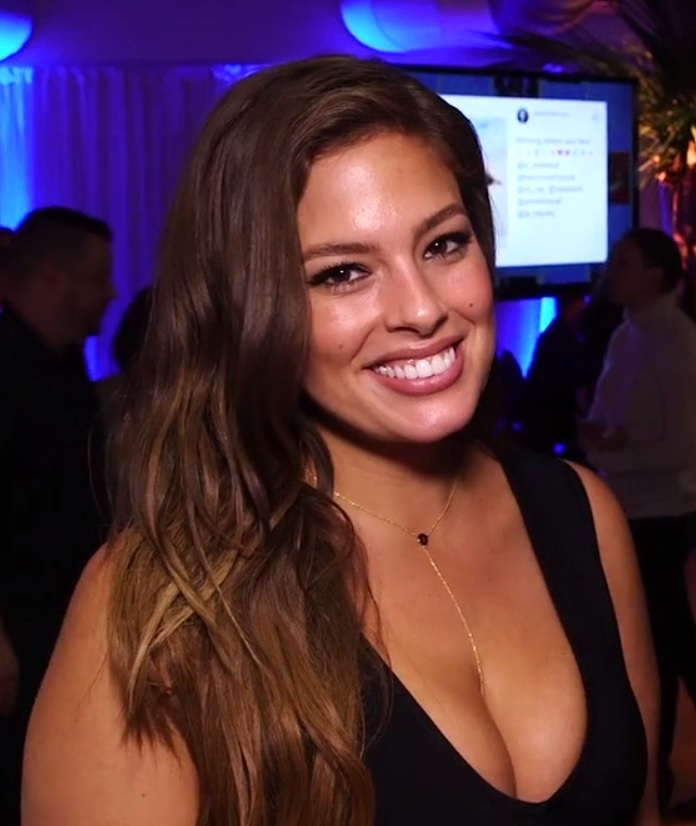
Ashley Grahamová se na obálce objevila v roce 2016

„Plavkové vydání“ amerického časopisu Sports Illustrated zavedl americký šéfredaktor Andre Laguerre, aby zaplnil zimní mezeru ve sportovním kalendáři, kdy se počet událostí snižoval. Požádal proto módní novinářku Jule Campbellovou, aby pokračovala v přípravě sérií fotek s atraktivními modelkami. První číslo vyšlo 20. ledna 1964 s Babette Marchovou na obalu a pětistránkovým obsahem.
Campbellová se stala významnou postavou ve světě modelingu a plavkové vydání proměnila v mediální fenomén, zobrazující typ „větších a zdravějších“ kalifornských žen. Fotografie byly nově také opatřeny jmény modelek. Tento přístup stál, podle magazínu Slate, u zrodu éry supermodelek. Ovšem exkluzivní vydání pro jednotlivé modelky neexistovaly do roku 1997. Již v padesátých letech dvacátého století několik žen pózovalo na obálce Sports Illustrated, ale až od roku 1964 získaly série samostatný formát známý jako Swimsuit Issue.
V roce 2020 bylo vydání odloženo kvůli koronavirové pandemii až na červenec a v témže měsíci vyšlo i v roce 2021.

## Primáty modelek
Nejmladší modelkou, která se objevila na titulní straně se roku 1984 stala osmnáctiletá Pavlína Pořízková.
Největší ohlas v počtu dopisů došlých do redakce vzbudilo číslo z roku 1978. Důvodem nebyl obal, ale plavky ze síťoviny oblečené na Cheryl Tiegsové. Číslo také způsobilo nejvyšší počet zrušení odběrů magazínu. Nejlépe prodávaným ročníkem se stal výtisk 25. výročí z roku 1989 s Kathy Irelandovou na obálce.
První Afroameričankou na obalu byla roku 1996 Tyra Banksová. Zpěvačka Beyoncé drží primát, jako první nemodelka a nesportovkyně na obálce. Nejvícekrát focená na titul se stala Elle Macphersonová, jež mezi lety 1986–2006 uváděla pět vydání.

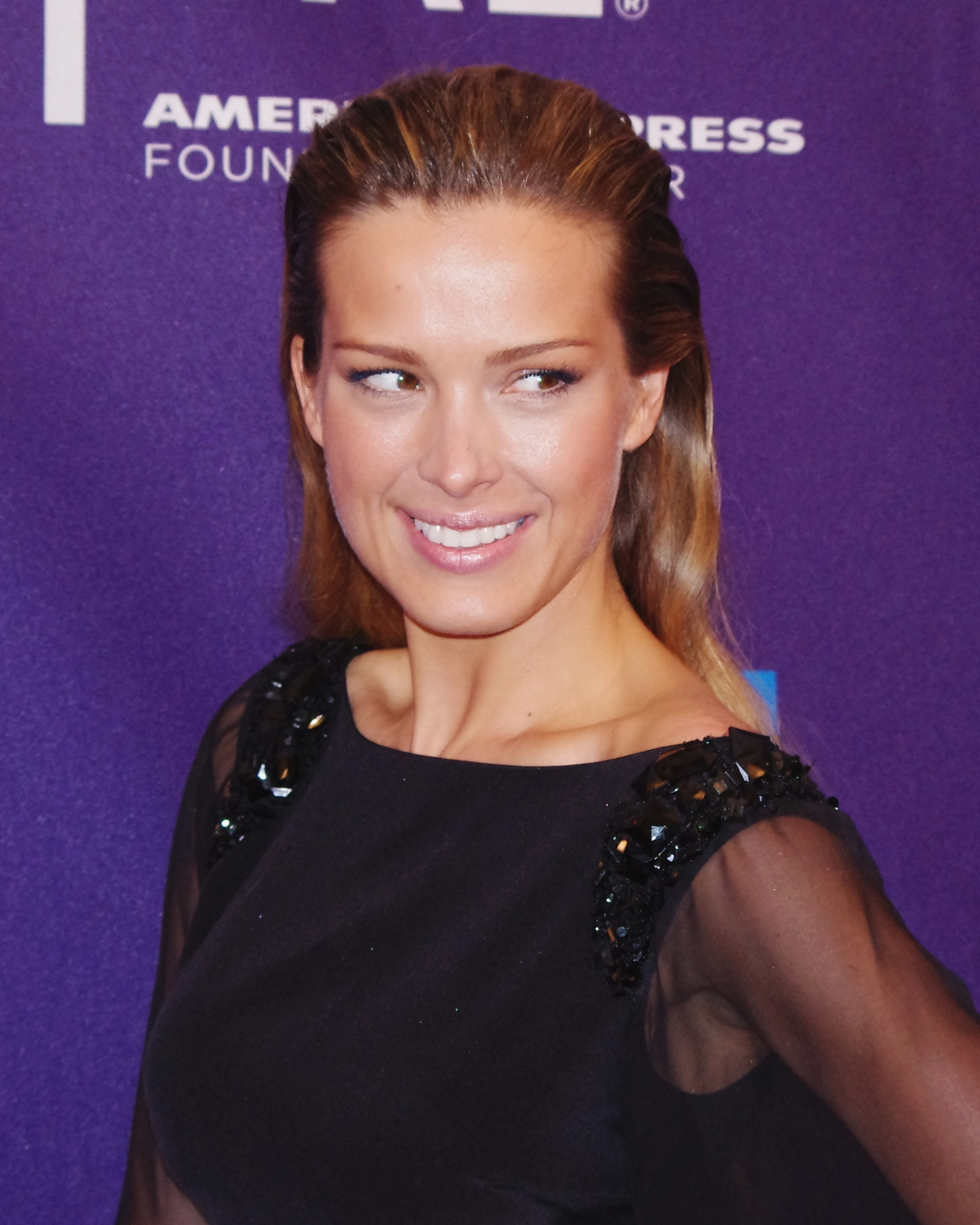
Petra Němcová, na titulu 2003

V roce 2016 se na přední stranu poprvé dostala plnoštíhlá modelka Ashley Grahamová a do obsahu také do té doby nejstarší modelka, 56letá Nicola Griffinová. Prodejnost dosáhla více než jednoho milionu výtisků a vydání se podílelo více než 7 % příjmů časopisu Sports Illustrated. V další mutaci vydání 2016 na titulní straně poprvé pózovala sportovkyně, americká zápasnice a judistka Ronda Rouseyová.
První květnové vydání plakové mutace z roku 2019 – v němž se nikdy předtím neobjevily modelky takového věkového rozpětí, různých velikostí a postav – přineslo několik primátů. Winnie Harlowová se stala první modelkou nafocenou s kožní chorobou – vitiligem, plnoštíhlá Veronica Pome'eová první Polynésankou, Megan Rapinoeová první otevřeně hlásící se k lesbické orientaci, Halima Adenová první zachycenou v burkiny, Tara Lynnová ve 26 letech nejstarší debutantkou a Tyra Banksová ve 45 letech nejstarší modelkou na obálce, věkový rekord poprvé překonaný v roce 2022. Samantha Hoopesová byla v pokročilém stádiu těhotenství. Pavlína Pořízková se v 54 letech stala druhou nejstarší pózující modelkou.
V roce 2020 se Valentina Sampaio stala první modelkou otevřeně se hlásící k transgenderové identitě. V roce 2021 se pak premiérově na obálce objevila afroamerická a asijská modelka Leyna Bloomová, identifikující se s transgenderovou identitou. První plnoštíhlou modelkou asijského původu se na titulní stránce v roce 2022 stala americká zpěvačka Yumi Nu, s japonskými a nizozemskými kořeny. V květnu 2022 získala jednoroční primát nejstarší modelky na obálce 74letá Maye Musková, matka Elona Muska, kterou v roce 2023 překonala 81letá podnikatelka a moderátorka Martha Stewartová. Ve vydání 2023 byla na obálce i německá hudebnice Kim Petras jako druhá osoba s transgenderovou identitou.

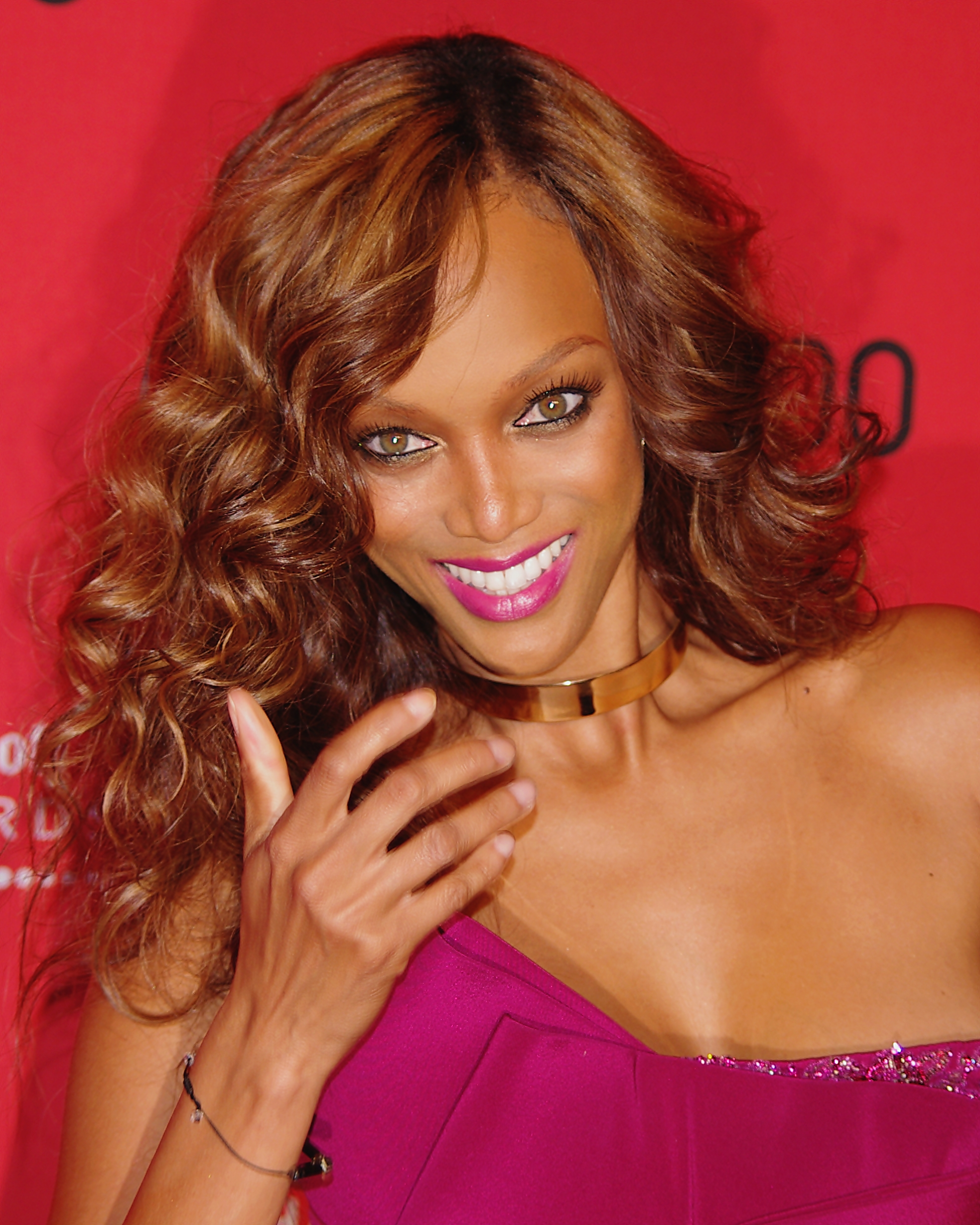
Tyra Banksová se stala první afroamerickou a v roce 2019 také nejstarší modelkou na obálce

Vydání z roku 2024, připomínající šedesáté výročí, poprvé představilo modelku s amputovanou končetinou, paralympijskou vítězku ve snowboardingu Brennu Huckabyovou a první modelku v hidžábu Halimu Adenovou. Vydání mělo poprvé sedm verzí, včetně čtyř  s jedinou modelkou na titulu. Celkem se na obálce představilo 27 „legend“ a v obsahu 52 modelek.

## Neprofesionální modelky
Mezi sportovkyně, které vytvořily fotosérie se zařadily německá tenistka Steffi Grafová (1997), americká tenistka Serena Williamsová (2003), krasobruslařská olympijská šampionka Jekatěrina Gordějevová či ruská tenistka Anna Kurnikovová (2004).
V roce 2005 se představily olympijské vítězky Amanda Beardová a Jennie Finchová, spolu s Lauren Jacksonovou a Venus Williamsovou. Maria Šarapovová pózovala pro číslo 2006. Editorka Diane Smithová zvolila pro rok 2007 jako téma hudbu a držitelka Grammy Beyoncé nafotila sérii jako první zpěvačka a stala se také první ne-modelkou na obalu.
V roce 2008 zažily premiéru snímky roztleskávaček týmů americké Národní fotbalové ligy. Mezi vybraná družstva se řadily dívky týmů Tampa Bay Buccaneers, San Diego Chargers, Dallas Cowboys, Miami Dolphins, Philadelphia Eagles, Atlanta Falcons, Jacksonville Jaguars, New England Patriots, Oakland Raiders, Washington Redskins a Houston Texans.
Automobilová závodnice Danica Patricková nasnímala pro vydání 2008 čtyřstránkový piktoriál z floridského ostrova Singer Island.

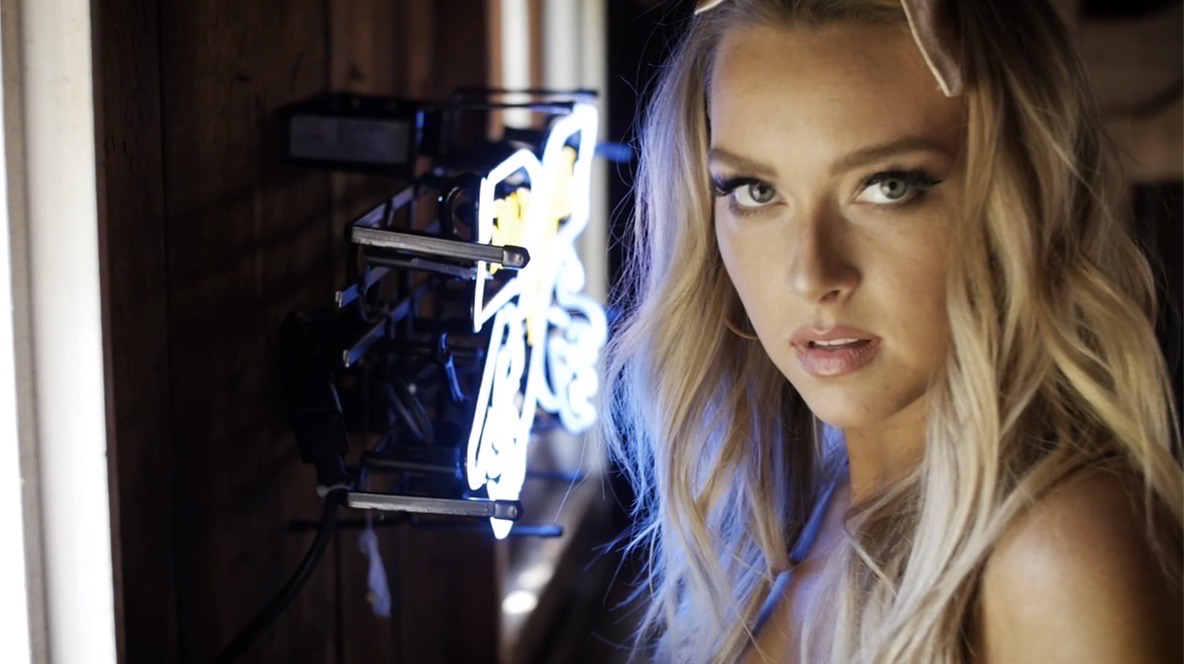
Camille Kostek v roce 2018 vyhrála první ročník hledání nových tváří a další rok se objevila na obálce.

V čísle 2010 se objevily čtyři olympioničky ze zimních her Clair Bidezová, Lacy Schnoorová, Hannah Teterová a Lindsey Vonnová, stejně jako srbská tenistka Ana Ivanovićová. Australská překážkářka Michelle Jennekeová se objevila na stránkách ročníku 2013 poté, co se virálem na YouTube stal její předstartovní rozehřívací taneček.
Bývalá dánská světová jednička v tenise Caroline Wozniacká pózovala pro vydání 2015 v Mexickém zálivu na Captiva Island. Spolu s ní se v únoru 2016 objevily snímky Lindsey Vonnové a Rondy Rouseyové, které nafotily bodypaintingovou kolekci – nakreslených plavek na nahém těle. V roce 2017 premiérově nafotila snímky kanadská tenistka Eugenie Bouchardová.
V roce 2019 snímky nafotily fotbalistky Crystal Dunnová, Megan Rapinoeová, Abby Dahlkemperová a Alex Morganová (na obálce), Lindsay Vonnová, gymnastka Simone Bilesová a zápasnice MMA Paige VanZant. Tenistka Naomi Ósakaová se v roce 2021 jako první sportovkyně tmavé pleti neobjevila jen ve vnitřním obsahu, ale také na obálce. V roce 2022 na titulní straně pózovala 41letá americká celebrita Kim Kardashianová.

## Četnost zobrazení na obálce
| Modelky nejvícekrát na obálce | Modelky nejvícekrát na obálce | Modelky nejvícekrát na obálce |
| Modelka                       | ročníků                       | vydání                        |
| ----------------------------- | ----------------------------- | ----------------------------- |
| Elle Macphersonová            | 5                             | 1986, 1987, 1988, 1994, 2006  |
| Kate Uptonová                 | 4                             | 2012, 2013, 2017, 2024        |
| Christie Brinkleyová          | 3                             | 1979, 1980, 1981              |
| Cheryl Tiegsová               | 3                             | 1970, 1975, 1983              |
| Kathy Irelandová              | 3                             | 1989, 1992, 1994              |
| Daniela Peštová               | 3                             | 1995, 2000, 2006              |
| Tyra Banksová                 | 3                             | 1996, 1997, 2019              |
| Pavlína Pořízková             | 2                             | 1984, 1985                    |
| Rachel Hunterová              | 2                             | 1994, 2006                    |
| Rebecca Romijn                | 2                             | 1999, 2006                    |
| Elsa Benitezová               | 2                             | 2001, 2006                    |
| Yamila Diaz-Rahiová           | 2                             | 2002, 2006                    |
| Veronika Vařeková             | 2                             | 2004, 2006                    |
| Carolyn Murphyová             | 2                             | 2005, 2006                    |
| Chrissy Teigenová             | 2                             | 2014, 2024                    |

## Modelky na obálce
| Vydání            | Vydání        | modelka (p) | stát | poznámky |
| ----------------- | ------------- | --- | --- | --- |
| 20. ledna 1964    | [ 34 ]        | Babette Marchová | Západní Německo                                                                                                 | |
| 18. ledna 1965    | [ 35 ]        | Sue Petersonová | Spojené státy americké                                                                                          | |
| 17. ledna 1966    | [ 36 ]        | Sunny Bippusová | Spojené státy americké                                                                                          | |
| 16. ledna 1967    | [ 37 ]        | Marilyn Tindallová | Spojené státy americké                                                                                          | |
| 15. ledna 1968    | [ 38 ]        | Turia Mauová | Francie | |
| 13. ledna 1969    | [ 39 ]        | Jamee Beckerová | Spojené státy americké                                                                                          | |
| 12. ledna 1970    | [ 40 ]        | Cheryl Tiegsová | Spojené státy americké                                                                                          | |
| 1. února 1971     | [ 41 ]        | Tannia Rubiano | Spojené státy americké                                                                                          | |
| 17. ledna 1972    | [ 42 ]        | Sheila Roscoeová | Spojené státy americké                                                                                          | |
| 29. ledna 1973    | [ 43 ]        | Dayle Haddonová | Kanada | |
| 28. ledna 1974    | [ 44 ]        | Ann Simontonová | Spojené státy americké                                                                                          | |
| 27. ledna 1975    | [ 45 ]        | Cheryl Tiegsová (2) | Spojené státy americké                                                                                          | první modelka podruhé na obálce                                                                                                |
| 19. ledna 1976    | [ 46 ]        | Yvette Sylvanderová Yvonne Sylvanderová | Švédsko | první obálka s více modelkami                                                                                                  |
| 24. ledna 1977    | [ 47 ]        | Lena Kansbodová | Švédsko | |
| 16. ledna 1978    | [ 48 ]        | Maria Joãová | Brazílie | nejvíce zrušení odběrů (340) nejvíce dopisových reakcí na obálku (2 947)                                                       |
| 5. února 1979     | [ 49 ]        | Christie Brinkleyová | Spojené státy americké                                                                                          | |
| 4. února 1980     | [ 50 ]        | Christie Brinkleyová (2) | Spojené státy americké                                                                                          | |
| 9. února 1981     | [ 51 ]        | Christie Brinkleyová (3) | Spojené státy americké                                                                                          | první modelka potřetí na obálce                                                                                                |
| 8. února 1982     | [ 52 ]        | Carol Altová | Spojené státy americké                                                                                          | |
| 14. února 1983    | [ 53 ]        | Cheryl Tiegsová (3) | Spojené státy americké                                                                                          | |
| 13. února 1984    | [ 54 ]        | Pavlína Pořízková | Československo                                                                                                  | nejmladší modelka na obálce, 18letá Pořízková                                                                                  |
| 11. února 1985    | [ 56 ]        | Pavlína Pořízková (2) | Československo                                                                                                  | |
| 10. února 1986    | [ 57 ]        | Elle Macphersonová | Austrálie | |
| 9. února 1987     | [ 58 ]        | Elle Macphersonová (2) | Austrálie | |
| 15. února 1988    | [ 59 ]        | Elle Macphersonová (3) | Austrálie | |
| 7. února 1989     | [ 60 ]        | Kathy Irelandová | Spojené státy americké                                                                                          | nejlépe prodávané vydání, 25. výročí                                                                                           |
| 12. února 1990    | [ 61 ]        | Judit Mascová | Španělsko | |
| 11. února 1991    | [ 62 ]        | Ashley Richardsonová | Spojené státy americké                                                                                          | |
| 9. března 1992    | [ 63 ]        | Kathy Irelandová (2) | Spojené státy americké                                                                                          | |
| 22. února 1993    | [ 64 ]        | Vendela Kirsebomová | Švédsko | |
| 14. února 1994    | [ 65 ]        | Kathy Irelandová (3) Elle Macphersonová (4) Rachel Hunterová | Spojené státy americké Austrálie Nový Zéland                                                                    | těhotná modelka na obálce (Ireland Hunterová) první modelka počtvrté na obálce                                                 |
| 20. února 1995    | [ 66 ]        | Daniela Peštová | Česko | |
| 29. ledna 1996    | [ 67 ]        | Valeria Mazzaová Tyra Banksová | Argentina Spojené státy americké                                                                                | první Afroameričanka na obálce                                                                                                 |
| 21. února 1997    | [ 68 ]        | Tyra Banksová (2) | Spojené státy americké                                                                                          | první speciální vydání věnované jedné modelce první samotná Afroameričanka na obálce                                           |
| 20. února 1998    | [ 71 ]        | Heidi Klumová | Německo | |
| 12. února 1999    | [ 72 ]        | Rebecca Romijn | Spojené státy americké                                                                                          | |
| 1. února 2000     | [ 73 ]        | Daniela Peštová (2) | Česko | |
| 1. února 2001     | [ 74 ]        | Elsa Benítezová | Mexiko | |
| 1. února 2002     | [ 75 ]        | Yamila Diazová-Rahiová | Argentina | |
| 18. února 2003    | [ 76 ]        | Petra Němcová | Česko | |
| 10. února 2004    | [ 77 ]        | Veronika Vařeková rámeček Anna Kurnikovová | Česko Rusko | 40. výročí |
| 15. února 2005    | [ 78 ]        | Carolyn Murphyová rámeček Jessica Whiteová, Marisa Millerová, Yamila Diazová-Rahiová | Spojené státy americké USA, USA Argentina                                                                       | |
| 17. února 2006    | [ 79 ]        | Veronika Vařeková (2) Elle Macphersonová (5) Rebecca Romijn (2) Rachel Hunterová (2) Daniela Peštová (3) Elsa Benítezová (2) Carolyn Murphyová (2) Yamila Diazová-Rahiová (2) rámeček Heidi Klumová, Maria Šarapovová | Česko Austrálie Spojené státy americké Nový Zéland Česko Mexiko Spojené státy americké Argentina Německo, Rusko | první modelka popáté na obálce (McPherson)                                                                                     |
| 15. února 2007    | [ 80 ]        | Beyoncé rámeček Bar Refaeli | Spojené státy americké Izrael                                                                                   | první žena na obálce, která nebyla modelkou ani sportovkyní druhá Afroameričanka na obálce                                     |
| 12. února 2008    | [ 81 ]        | Marisa Millerová | Spojené státy americké                                                                                          | |
| 10. února 2009    | [ 82 ]        | Bar Refaeli rámeček Brooklyn Decker | Izrael Spojené státy americké                                                                                   | |
| 12. února 2010    | [ 83 ]        | Brooklyn Decker | Spojené státy americké                                                                                          | |
| 15. února 2011    | [ 84 ]        | Irina Shayk rámeček Kate Uptonová | Rusko Spojené státy americké                                                                                    | |
| 14. února 2012    | [ 85 ]        | Kate Uptonová rámeček Alex Morganová | Spojené státy americké                                                                                          | |
| 15. února 2013    | [ 86 ]        | Kate Uptonová (2) rámeček Hannah Davisová | Spojené státy americké Americké Panenské ostrovy                                                                | |
| 18. února 2014    | [ 87 ]        | Nina Agdalová Lily Aldridgeová Chrissy Teigenová Kate Uptonová | Dánsko Spojené státy americké                                                                                   | 50. výročí |
| 20. února 2015    | [ 88 ]        | Hannah Davisová | Americké Panenské ostrovy                                                                                       | |
| 23. února 2016    | [ 89 ]        | Ronda Rouseyová Ashley Grahamová Hailey Clausonová | Spojené státy americké                                                                                          | první vydání s více verzemi a modelkami na obálce                                                                              |
| 20. února 2017    | [ 90 ]        | Kate Uptonová (3) | Spojené státy americké                                                                                          | první vydání více (tří) verzí s jedinou modelkou na obálce                                                                     |
| 19. února 2018    | [ 91 ]        | Danielle Herringtonová | Spojené státy americké                                                                                          | |
| 8. května 2019    | [ 92 ]        | Tyra Banksová (3) Camille Kostek Alex Morganová | Spojené státy americké                                                                                          | druhé vydání s třemi verzemi a modelkami na obálce                                                                             |
| 13. července 2020 | [ 93 ]        | Kate Bocková Jasmine Sandersová Olivia Culpoová | Kanada Německo / USA Spojené státy americké                                                                     | |
| 19. července 2021 | [ 94 ]        | Megan Thee Stallion Naomi Ósakaová Leyna Bloomová | Spojené státy americké Japonsko Spojené státy americké                                                          | první modelka na obálce otevřeně se hlásící k transgenderové identitě (Leyna Bloomová)                                         |
| 19. května 2022   | [ 95 ] [ 17 ] | Kim Kardashianová Ciara Maye Musková Yumi Nu | Spojené státy americké Kanada / JAR / USA Spojené státy americké                                                | první vydání se čtyřmi verzemi a modelkami na obálce                                                                           |
| 18. května 2023   | [ 96 ]        | Martha Stewartová Kim Petras Megan Fox Brooks Naderová | Spojené státy americké Německo Spojené státy americké                                                           | nejstarší modelka na obálce (81letá Martha Stewartová)                                                                         |
| 17. května 2024   | [ 21 ]        | Kate Uptonová (4) Chrissy Teigenová (2) Gayle Kingová Hunter McGradyová legendy | Spojené státy americké                                                                                          | 60. výročí – Oslava 60 let vlivu celkem sedm verzí obálek s 27 modelkami – „legendami“ čtyři verze s jednou modelkou na obálce |
| 13. května 2025   | [ 97 ]        | Salma Hayeková Pinaultová Olivia Dunneová Lauren Chanová Jordan Chilesová | USA / Mexiko Spojené státy americké Kanada Spojené státy americké                                               | |

V období 2008–2013 byly modelky na obálce zveřejňovány v televizním pořadu Noční show Davida Lettermana, v letech 2014 a 2017 během pořadu Jimmy Kimmel Live! a roku 2015 v The Tonight Show Starring Jimmy Fallon.

## Místa focení
Plavkové vydání původně volilo jednu exotickou lokalitu na rok. Nárůstem obsahu se zvýšila i četnost míst focení během jediného roku.
- 1964: Cozumel
- 1965: Baja California
- 1966: Bahamy
- 1967: Arizona
- 1968: Francouzská Polynésie
- 1969: Portoriko
- 1970: Havaj
- 1971: Dominikánská republika
- 1972: Marina del Rey
- 1973: Bahamy
- 1974: Portoriko
- 1975: Cancún
- 1976: Baja California
- 1977: Maui
- 1978: Brazílie
- 1979: Seychely
- 1980: Britské Panenské ostrovy
- 1981: Florida
- 1982: Keňa
- 1983: Jamajka
- 1984: Nizozemské Antily
- 1985: Austrálie
- 1986: Francouzská Polynésie
- 1987: Dominikánská republika
- 1988: Thajsko
- 1989: Mexiko, Seychely, Keňa, Lake Powell, Kauai, Svatý Bartoloměj
- 1990: Grenadiny, Návětrné ostrovy
- 1991: téma plavby – Turks a Caicos, Bali, Svatý Bartoloměj
- 1992: Španělsko
- 1993: Aljaška, Florida Keys, Mackinac Island, Martha's Vineyard, Oahu
- 1994: téma bazénu – Jižní Kalifornie, Colorado, Florida, Bali, Pantelleria, Sardinie, Svatý Martin, Mexiko, Hongkong
- 1995: Bermudy, Kostarika
- 1996: Jihoafrická republika
- 1997: Bahamy, Monako, Venezuela, Mexiko, Malibu
- 1998: téma rovníku – Maledivy, Keňa, Indonésie, Galapágy, Ekvádor
- 1999: Neckerův ostrov, Guana Island
- 2000: téma Pacifiku – Malajsie, Oahu, Maui, Mexiko
- 2001: Tunisko, Řecko, Itálie, Bahamy, Las Vegas
- 2002: latinské téma – Mexiko, Guatemala, Kostarika, Brazílie, Argentina, East Harlem
- 2003: Barbados, Keňa, Turecko, Florida Keys, Colorado, Vietnam, Grenada
- 2004: Montauk / New York, Saranac Lake, New York, Mississippi, Wyoming, Arizona, Bouton / Iowa, Perry / Iowa
- 2005: Exuma / Bahamy, Pico Bonito National Park / Honduras, Korčula / Chorvatsko, Laguna Beach / Kalifornie, Bora-Bora, Portillo / Chile, Hua Hin / Thajsko, Papagayo / Kostarika, Placencia / Belize, Fajardo / Portoriko[102]
- 2006: Hollywood, Huahine, Las Vegas, Cartagena / Kolumbie, Cat Island / Bahamy, Harbour Island / Bahamy, Palm Springs[103]
- 2007: téma hudby – Memphis, Negril / Jamajka, Bahia / Brazílie, Maui a Lahaina / Havaj, Grambling a Shreveport / Louisiana, Los Angeles, Tucson / Arizona, Cleveland / Ohio[104]
- 2008: Petrohrad, Discovery Cove / Orlando, Singer Island / Florida, Saint John, U.S. Virgin Islands, Kaanapali / Havaj, San Juan del Sur / Nikaragua, Seven Mile Beach / Kajmanské ostrovy, Turks a Caicos, Caesarea / Izrael[105]
- 2009: Riviera Maya, Yucatán / Mexiko, Tenerife / Kanárské ostrovy, St. George's / Grenada, Svatý Vincenc a Grenadiny, Neapol / Itálie, Cappadocia / Turecko[106]
- 2010: Whistler / Kanada, Atacama / Chile, Rádžasthán / Indie, Veligandu Island / Maledivy, Palm Springs / Kalifornie, Lisabon / Portugalsko[107]
- 2011: Peter Island / Britské Panenské ostrovy, Nanuya Levu / Fidži, Boracay Island / Filipíny, Sentosa / Singapur, Maui / Havaj, Laguna Beach / Kalifornie, Banff National Park / Kanada[108]
- 2012: Bondi Beach a North Narrabeen / Nový Jižní Wales, Apalachicola, Florida / USA, provincie Bocas del Toro a San Blas Islands / Panama, Desroches Island / Seychely, Viktoriiny vodopády / Zambie[109]
- 2013: Antarktida, Hayman Island / Austrálie, Kuej-lin / ČLR, Exuma / Bahamy, Velikonoční ostrov / Chile, Národní park Etosha a Swakopmund / Namibie, Sevilla / Španělsko[110]
- 2014: Aitutaki / Cookovy ostrovy, Mys Canaveral / Florida, Národní park Lençóis Maranhenses / Brazílie, Zermatt a Ženevské jezero / Švýcarsko, Nosy Bei / Madagaskar, Congress Hall, New Jerse, Svatá Lucie, Fidži, Guana Island, Britské Panenské ostrovy[111]
- 2015: Americké vydání – západní pobřeží / Kalifornie, Oregon, Washington; Blackberry Farm / Tennessee; U.S. Route 66 / Illinois, Kansas, Missouri, Oklahoma, Texas, Nové Mexiko, Arizona; Parky – Monument Valley / Utah, Bryce Canyon / Utah, Yellowstone / Wyoming, Idaho, Montana, Jackson Hole / Wyoming; Kauai / Havaj; St. John / Americké Panenské ostrovy; Captiva / Florida
- 2016: Zanzibar / Tanzanie; Providenciales, Turks a Caicos; Malta; Tahiti; Dominikánská republika; Petit St. Vincent, Svatý Vincenc a Grenadiny
- 2017: Fidži; Sumba / Indonésie; Tulum; Turks a Caicos; Saariselkä / Finsko[112]
- 2018: Aruba; Tierra del Sol Resort & Golf / Bahamy; Haute Harbour Island / Belize; Mahogany Bay Resort & Beach Club / Nevis; Hermitage Plantation Inn[113]
- 2019: Kostarika; Jižní Austrálie / Klokaní ostrov; Keňa; Bahamy / Paradise Island a Great Exuma; Mexiko / Puerto Vallarta; Svatá Lucie[114][115]
- 2020: Bali / Indonésie[116]; Turks a Caicos[117]; Las Terrenas / Dominikánská republika[118]; Saratoga / Wyoming[119]
- 2021: Sacramento, Tampa, Hollywood, Atlantic City / USA[120]
- 2022: Belize (Maye Musková), Barbados (Ciara), Černá Hora (Yumi Nu), Dominikánská republika (Kim Kardashianová)[121]
- 2023: Los Angeles / USA, Dominika, Playa Esmeralda, Tropicalia / Dominikánská republika, Portoriko[122][123][96][124]
- 2024: Los Angeles (Teigenová), Hollywood na Floridě (legendy) / USA, pobřeží Mexika (Uptonová, Kingová, McGradyová), Belize (Brittany Mahomesová, Xandra Pohlová, Berkleigh Wrightová, Chanel Imanová, Lauren Wasserová, Jas Williamsová, Jillian Hayesová, Alexa Massariová, Kamie Crawfordová, Yumi Nu a další)[22]
- 2025: Jamajka, Bermudy (vč. Olivia Dunneová, Lauren Chanová), Boca Raton (vč. Anna Hallová, Eileen Guová, Nelly Kordová, Jordan Chilesová) / USA, Curych a Saas-Fee (vč. Camille Kostek, Renee a Elisha Herbertovy) / Švýcarsko, Cuixmala v Jaliscu (Salma Hayeková Pinaultová) / Mexiko, Fort Worth (Hailey Van Lithová, Phoenix Miranda, Rayniah Jonesová) / USA.[125]